# 德熱維察
德熱維察（Drzewica）是波蘭的城鎮，位於該國中部，由羅茲省負責管轄，面積4.9平方公里，2006年人口3,945。在1795年瓜分波蘭時，該鎮屬於奧地利的一部分。

## 外部連結
- Official town website （页面存档备份，存于）

51°27′N 20°28′E / 51.450°N 20.467°E